# Сен-Сюльпис-ле-Буа
Сен-Сюльпи́с-ле-Буа́ (фр. Saint-Sulpice-les-Bois, окс. Sent Sulpici los Bòsc) — коммуна во Франции, находится в регионе Лимузен. Департамент — Коррез. Входит в состав кантона Меймак. Округ коммуны — Юссель.
Код INSEE коммуны — 19244.
Коммуна расположена приблизительно в 370 км к югу от Парижа, в 75 км восточнее Лиможа, в 50 км к северо-востоку от Тюля.

## Население
Население коммуны на 2008 год составляло 70 человек.
| 1962 | 1968 | 1975 | 1982 | 1990 | 1999 | 2008 |
| ---- | ---- | ---- | ---- | ---- | ---- | ---- |
| 60   | 101  | 102  | 79   | 71   | 53   | 70   |

## Экономика
В 2007 году среди 34 человек в трудоспособном возрасте (15-64 лет) 23 были экономически активными, 11 — неактивными (показатель активности — 67,6 %, в 1999 году было 76,5 %). Из 23 активных работали 21 человек (13 мужчин и 8 женщин), безработных было 2 (1 мужчина и 1 женщина). Среди 11 неактивных 4 человека были учениками или студентами, 2 — пенсионерами, 5 были неактивными по другим причинам.